# Eleições presidenciais no Quirguistão em 2009
Eleições presidenciais foram realizadas no Quirguistão em 23 de julho de 2009. A data foi definida após o Tribunal Constitucional decidir que a prorrogação do mandato presidencial de quatro para cinco anos não se aplicava até a próxima eleição presidencial, convocando eleições até 25 de outubro de 2009; em resposta, um comitê do Parlamento propôs a data da eleição de julho, que foi então aprovada pelo parlamento dominado pelo presidente Kurmanbek Bakiyev, dominado por Ak Jol. Bakiyev já havia anunciado sua intenção de concorrer à reeleição. Bakiyev foi renomeado em 1 de maio de 2009.
No dia da eleição, o principal candidato da oposição, Almazbek Atambayev, retirou-se da disputa, citando sua crença de que a fraude foi usada extensivamente e, portanto, considera a eleição ilegítima. A Organização para a Segurança e Cooperação na Europa (OSCE) também alegou que Bakiyev tinha vantagens injustas em termos de cobertura superior da mídia de sua campanha, e manipulação de votos. Eventualmente, Bakiyev foi declarado vencedor da eleição com 77% dos votos.

## Resultados
Mais de 500 observadores internacionais supervisionaram a jornada eleitoral e a apuração, que começou imediatamente após o fechamento das urnas, as 20h locais. As autoridades quirguizes proibiram as manifestações após o fechamento dos postos de votação. Além disso, o Governo mobilizou milhares de soldados na capital, Bisqueque, a fim de dissipar eventuais protestos. A participação ficou na casa dos 79,38% dos cerca de 2,9 milhões de eleitores do país.
O presidente, Kurmanbek Bakiyev, foi reeleito por uma maioria arrasadora, segundo os dados preliminares oferecidos hoje pelas autoridades eleitorais dessa ex-república soviética na Ásia Central, em resultados que a oposição não reconhece e denuncia como fraudulentos.
O presidente, Kurmanbek Bakiyev, foi reeleito com 76,43% dos votos "A favor de Kurmanbek Bakiyev votaram mais de 1.700.000 eleitores". O principal adversário de Bakiyev, o ex-primeiro-ministro e líder do Movimento Popular Unido, Almazbek Atambayev, obteve 8,39% dos votos.
| Candidato                            | Partido                              | Votos     | %      |
| ------------------------------------ | ------------------------------------ | --------- | ------ |
| Kurmanbek Bakiyev                    | Ak Jol                               | 1,779,417 | 77.44  |
| Almazbek Atambayev                   | Partido Social Democrático           | 195,291   | 8.50   |
| Temir Sariyev                        | Akshumkar                            | 149,658   | 6.51   |
| Toktayym Ümötalieva                  | Independente                         | 25,096    | 1.09   |
| Nurlan Motuev                        | Joomart                              | 21,754    | 0.95   |
| Jengishbek Nazaraliev                | Independente                         | 19,198    | 0.84   |
| Contra todos                         | Contra todos                         | 107,317   | 4.67   |
| Total                                | Total                                | 2,297,731 | 100.00 |
|                                      |                                      |           |        |
| Votos válidos                        | Votos válidos                        | 2,297,731 | 98.70  |
| Votos inválidos/em branco            | Votos inválidos/em branco            | 30,338    | 1.30   |
| Total de votos                       | Total de votos                       | 2,328,069 | 100.00 |
| Eleitores registrados/comparecimento | Eleitores registrados/comparecimento | 2,939,413 | 79.20  |
| Fonte: OCSE, Ministério da Justiça   |                                      |           |        |

## Acusações de fraude
"As eleições presidenciais transcorreram em um clima bastante tranquilo e amistoso", disse Lisovski. A oposição quirguiz não reconheceu os resultados do pleito e convocou manifestações de protesto, com a intenção de reivindicar uma nova eleição. Em plena votação, dois dos seis candidatos, Atambayev e o independente Zhenishbek Nazaraliev, anunciaram que se retiravam da disputa por considerar o pleito fraudulento. A única mulher que participava da disputa pela Presidência, Toktaiym Umetalieva, também expressou sua inconformidade com os resultados parciais anunciados pela CEC. A Comissão Eleitoral Central (CEC) tachou de "ilegal" a renúncia dos dois candidatos durante a votação, pois a lei eleitoral permite retirar a candidatura só até três dias antes do pleito. Um relatório preliminar da missão de observadores da Assembleia Parlamentar da Organização para a Segurança e Cooperação na Europa (OSCE) e do Escritório para o Desenvolvimento de Instituições Democráticas (ODIHR) indicou que as eleições não cumpriram os padrões do organismo. Já os observadores da Comunidade dos Estados Independentes (CEI) declararam que as eleições foram "livres e transparentes" e que durante sua realização "foram observados os direitos e liberdades constitucionais dos cidadãos".